# Хагенбах, Петер Фон
Петер Фон Хагенбах (нем. Peter von Hagenbach, также известен как Pierre de Hagenbach, Pietro di Hagenbach, Pierre d’Archambaud или Pierre d’Aquenbacq) (ок. 1420 — 9 мая 1474) — бургундский рыцарь из Эльзаса.

## Биография
По отцовской линии Петер фон Хагенбах происходил из дворянской семьи из Зундгау в Верхнем Эльзасе, которая назвала себя в честь замка недалеко от Данмари. С 1351 года семейство имело феодальные отношения с герцогами Австрии Габсбургами. Замок Хагенбах был сожжен войском Швейцарского союза в 1466 г. и пришел в запустение. Деревня Хагенбах, принадлежащая его отцу, существует до сих пор.
Антон фон Хагенбах, находившийся на службе у Габсбургов, впервые упоминается в 1400 году. Начиная с 1419 года, он несколько раз упоминался как гражданин и шаффнер Тана. В 1428 г. стал мэром Тана. С 1440 года он был герцогским советником при герцогском дворе в Энсисеме. Антон фон Хагенбах женился на Екатерине, вдове сеньора Бельмонта Жана де Монжюстена. Одноимённый горный замок, бывший феодом графства Монбельяр в графстве Бургундия. У Екатерины уже было двое сыновей от первого брака: Этьен и Филипп. Год свадьбы и год рождения Петера фон Хагенбаха, родившегося позже, неизвестны.
У Хагенбаха было трое братьев и сестер: Иоганн, Изабель и Стефан (р. 1426). Петер фон Хагенбах вырос в замках Танн и Бельмонт и с раннего возраста воспитывался на двух языках. По всей вероятности, он получил образование в монастыре во Франш-Конте. Сохранившаяся частная переписка и рукописные заметки Хагенбаха написаны на французском языке.
В 1443 году Петер фон Хагенбах, как лорд Бельмонтский, принял участие в походе герцога Бургундии Филиппа III Доброго на Люксембург. В том же году он присоединился к ордену Святого Георгия и заключил первый брак с дворянкой из графства Бургундия Маргаритой д’Акколан. Из пяти детей от первого брака выжили один сын и две дочери.
Согласно Бахельской хронике, 25 июля 1448 г. Петер фон Хагенбах схватил базельского купца и банкира Маркварда фон Бальдека, с которым он обедал накануне вечером, увезя в замок Бельмонт с намерением получить за него выкуп. Однако по повелению герцога Филиппа Хагенбаху пришлось немедленно освободить Маркварда. Сохранилось письмо Гагенбаха от 10 января 1449 г., обосновывающее обвинения габсбургского бейлифа Тюринга фон Халльвиля.
В начале 1450-х г. Хагенбах упоминался при бургундском дворе под именами «Акенбак» или «Аршембо». В 1453 г. принял участие в прошедшем в Лилле фестивале фазанов бургундского герцога Филиппа в качестве вассала и камергера герцога Клеве Иоанна I. Затем последовала должность камергера курфюрста Палатина и наставника вюртембергских принцев Монбельярских.
В 1458 году Филипп Добрый Хагенбаха заместителем великого магистра (командующего) артиллерии (Leutenant du grand maître d’arttillerie). Начиная с 1461 г. был советником и наставником графа Шароле Карла. Хагенбах раскрыл заговор французского агента Вале Кустейна против Карла и тем самым заслужил доверие будущего герцога. После многих лет ссор с отцом в 1465 г. Карл стал новым герцогом Бургундии. Хагенбаху были поручены дипломатические задачи в качестве посланника в Палатинат.
При жестоком подавлении восстания в Динане и Льеже Хагенбах командовал бургундской артиллерией. За выдающуюся роль в взятии Динана был посвящен в рыцари. При бургундском дворе он носил титул камергера. Жорж Шателен назвал Хагенбаха «человеком чести».
Он был назначен судебным приставом Верхнего Эльзаса герцога Бургундского Карла Смелого для управления территориями и правами на Верхнем Рейне, которые были заложены герцогом Австрии Сигизмундом за 50 тыс. флоринов по Сент-Омерскому договору 1469 году.
Был пленён 11 апреля 1474 года в ходе восстания, организаторами которого выступили Берн, Фрибур и города Верхнего Рейна.
Суд, сформированный из представителей городов Верхнего Рейна и предгорий, собрался 9 мая 1474 года в Радбруннентурме в Брайзахе под председательством Германа фон Эптингена. Суд, учрежденный эрцгерцогом Австрийским, состоял из 28 судей из различных государств Священной Римской империи. Обвиняемых защищал второй заседатель Базельского суда Ханс Ирми.
Хагенбаху было предъявлено обвинение в убийстве граждан Тана и Брайзаха и конфискации у них имущества, сборе «злого пфенинга», в лишении избирательных прав Брайзаха. После того, как в ходе суда сменился обвинитель, к нему добавились нарушение присяги и злодеяния в отношении мужчин и женщин. Хагенбах был признан виновным по всем пунктам обвинения.
После восстания городов Верхнего Рейна Хагенбах предстал перед судом за совершенные во время оккупации Брайзаха военные преступления, был признан виновным и обезглавлен. Суд над ним проводился специальным трибуналом Священной Римской империи в 1474 году, был первым «международным» признанием обязанности командиров действовать законно. Он был осужден в частности за убийство, изнасилование и лжесвидетельство, среди прочих преступлений, которые «он как рыцарь считался обязанным предотвратить». Он защищался, утверждая, что он только следовал приказам герцога.
Рассматривается как первое судебное разбирательство, основанное на принципе командной ответственности, хоть и не было явного использования доктрины. Также является самым ранним задокументированным судебным преследованием международного трибунала за гендерные/целенаправленные преступления (изнасилования, совершенные войсками).